# مونتي سياو
مونتي سياو بلدية في ولاية ميناس جيرايس في المنطقة الجنوبية الشرقية من البرازيل.